# 陳宏 (新聞工作者)
陳宏（1932年—2014年3月8日），台灣新聞工作者、攝影家、文化工作者以及企業家。

## 生平簡歷
陳宏出生於河北獲鹿（「獲」，國語音「ㄏㄨㄞˊ」），1948年赴台。1999年被診斷為肌肉萎缩性侧索硬化症患者（俗稱「漸凍人」），2000年因呼吸衰竭做氣切後，以眨眼的方式繼續創作，作品字數已超過19萬字，2007年獲得金氏世界紀錄。他通過文字傳遞出積極、樂觀的生活態度，鼓勵讀者。陳宏於2014年3月8日清晨7點因器官衰竭，在台北市立聯合醫院忠孝院區過世，享壽82歲。

## 病發前工作
陳宏曾任《大华晚报》主编、主笔，《中国邮报摄影杂志》总编，于世新大学前身世界新聞專科學校及世界新聞傳播學院任教二十余年。也曾歷任各大攝影比賽、影展評審，輔導各大專院校攝影社團多年。曾在國立歷史博物館舉行「陳宏國劇專題展」。
此外還曾任「國軍金像獎劇藝大賽」評審、「國軍新文藝輔導委員會」國劇振興委員；參與劇本修編工作，改編古典名劇《桃花扇》、《李逵鬧梁山》等。

## 病發後
陳宏病困臥榻後，全身癱瘓，靠著呼吸器、鼻胃管維生，口不能言，手不能持卷，一切仰仗他人幫助；藉注音板，以眨眼（轉動眼球）方式與人溝通。
- 2001年3月，出版《陳宏文存》套書八冊，為任職《大華晚報》、《中國郵報》、任教世界新聞傳播學院期間陸續發表於各報刊雜誌之文章，經分類整理集結而成。
- 2002年12月出版《眨眼之間》一書。本書為松山醫院住院期間以眨眼完成之第一本創作，其中文章分別發表於《聯合報》、《中國時報》副刊、《吾愛吾家》等報刊雜誌。這是台灣版的《潛水鐘與蝴蝶》，近年來最出色的勵志文學，經行政院新聞局推薦為92年度中小學優良讀物。
- 2004年7月出版《生命之愛-在眨眼之間》一書，集結刊登於《人間福報》醫藥版的專欄文章。
- 2005年6月出版《頑石與飛鳥》。
- 2006年10月出版《我見過一棵大樹》。此書獲周大觀文教基金會頒發《2006年全球生命文學創作獎章》。
- 2006年，信誼兒童基金會重新印行陳宏於民國59年由台灣省政府教育廳兒童讀物編輯小組主編、台灣書店發行的《太平年》，這是用童心、用童話寫給小朋友看的刊物，雖是絕版書，但是仍適合現代小朋友閱讀。
- 2008年1月出版《苦，也是一種豐富》，書名源自作家姜捷為陳宏寫的一首歌《我知道你在受苦》。
- 2009年4月出版《自在少水魚》，這是陳宏出第6本書，已榮登金氏世界紀錄，持續用眨眼方式寫下超過20萬字，台北市長郝龍斌出席參加新書發表，讚譽陳宏是「生命典範」。
- 2012年7月出版《「陳宏眨眼全集：瞬凍生命的樂章》套書，共5冊，總統夫人周美青女士出席發表會。

陳宏應是第一個轉入台北市立聯合醫院忠孝院區的漸凍人資深病友。有感於漸凍人需專業優質的照護和陳宏的精神，院方積極籌設漸凍人照護中心，與中華民國運動神經元疾病病友協會（漸凍人協會）合作，規劃七樓為專屬病房，編列經費亦經台北市議會通過。2007年10月啟用，取名「祈翔病房」，收容弱勢漸凍人，減輕家屬負擔。
2006年國際漸凍人大會在日本舉行，中華民國運動神經元疾病病友協會以陳宏之事蹟及成就，介紹與會國際人士，大會並以陳宏佳句「活著就要持續成長」，「身如頑石，心如飛鳥」共勉，作為大會鼓勵與會國際病友及家屬之結語。